# Militärkrankenhaus für Unfallchirurgie Dr. Victor Popescu

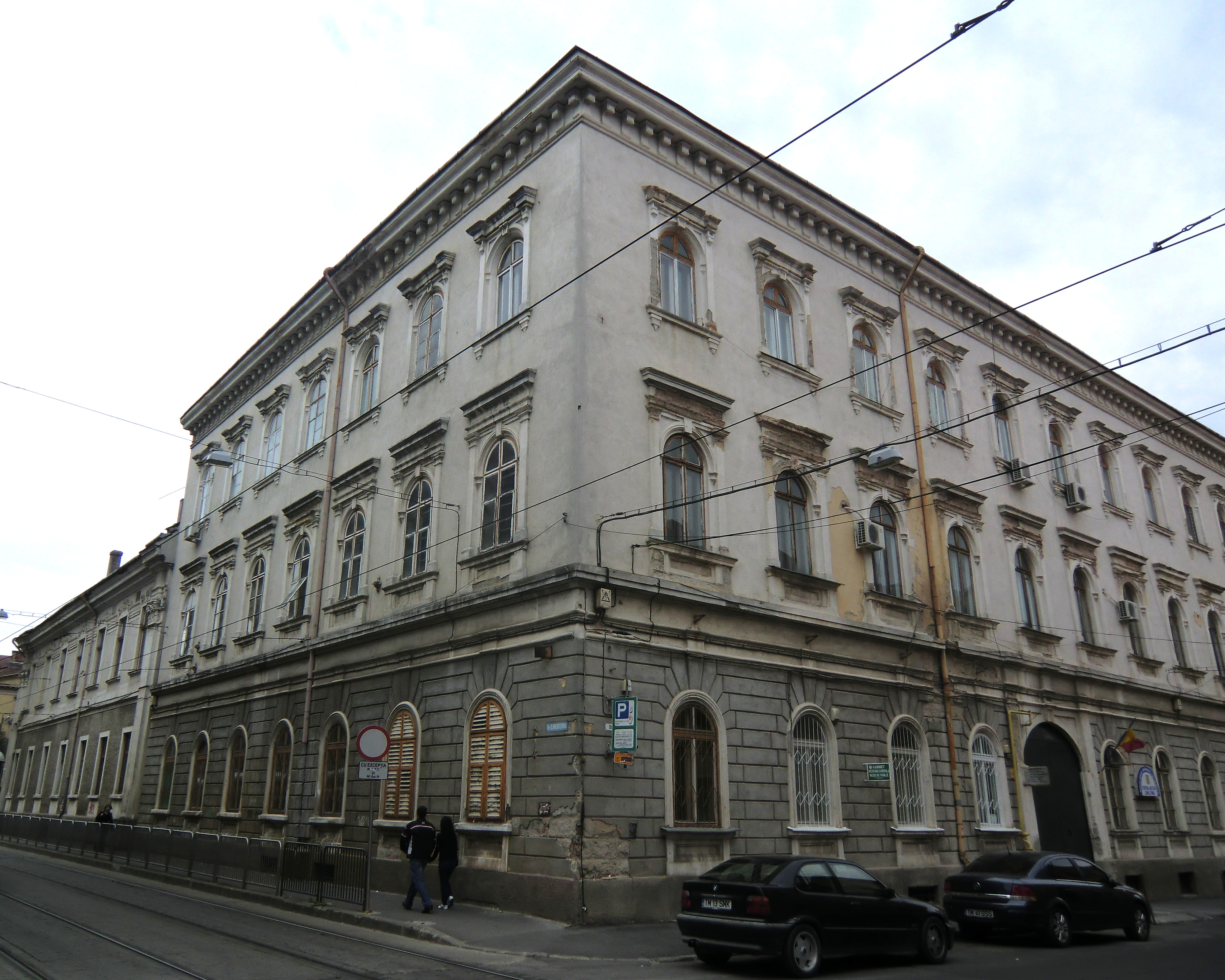
Militärkrankenhaus für Unfallchirurgie Dr. Victor Popescu

Das Militärkrankenhaus für Unfallchirurgie Dr. Victor Popescu (rumänisch Spitalul Militar de Urgență Dr. Victor Popescu, volkstümlich Militärspital) wurde 1754 von der Habsburger Militärverwaltung in Temeswar, der Hauptstadt der Krondomäne Temescher Banat, errichtet. Heute ist das Militärkrankenhaus für Unfallchirurgie in Timișoara an der Strada Gheorghe Lazăr, Nummer 7 eines der modernsten Krankenhäuser der Rumänischen Armee.

## Geschichte

### Habsburgerzeit

#### Baugeschichte
Die Anfänge des Militärspitals in Temeswar gehen auf die kaiserliche Armee zurück, die 1718 die Festung von der Türkenherrschaft befreite. Bis 1753 gab es keinen getrennten zivilen und militärischen Sanitätsdienst. Das Barmherzigenspital und das städtische Bürgerspital waren für alle Bewohner der Stadt, einschließlich des Militärs, zuständig. 1753 trennte sich die Zivilverwaltung von der Militärverwaltung und somit entstand für die Armee das Bedürfnis nach einem eigenen Krankenhaus. Im Jahr 1754 war das Militärspital fertiggestellt.
Anfangs hatte das Krankenhaus nur ein einziges Geschoss. Doch schon bald stellte sich heraus, dass die Kapazitäten des neu erbauten Krankenhauses den Anforderungen nicht mehr gewachsen waren. Der erste Antrag zur Aufstockung des Militärspitals wurde aus finanziellen Gründen von Wien abgelehnt. Erst nach dem Wiener Kongress, als Österreich in ruhigeres Fahrwasser geriet,  wurde die Aufstockung 1816 genehmigt. Um die finanzielle Belastung in Grenzen zu halten, erstellte man einen Finanzplan für drei Jahre. 1817 wurden 80 Maurer und Tischler aus Böhmen ins Banat gebracht. Es wurde die Empfehlung geäußert, den Neuankömmlingen zwei Drittel des ortsüblichen Gehalts zu bezahlen, zudem Unterkunft, Kleidung und ärztliche Versorgung zu gewähren. 1819 kamen noch 21 Maurer und 14 Tischler hinzu.
Für das Jahr 1816 wurden 150.000 Kronen zur Verfügung gestellt, für 1817 waren es 100.000, für das Jahr 1818 noch 95.000 und für 1819 nur noch 50.000 Kronen. Der Bau wurde 1821 fertiggestellt.

#### Medizingeschichte
Die österreichische Armee war mit den neuesten Erkenntnissen der medizinischen Versorgung der damaligen Zeit vertraut. Die Militäreinheiten verfügten  über gut ausgebildetes medizinisches Personal. Im Jahr 1817 verfügte ein Bataillon von 2.800 Soldaten über einen Oberarzt und zwei Unterärzte. Die Feldscher und Militär-Chirurgen waren gut ausgebildet,  die Ärzte hatten einen Abschluss an der Wiener Universität. Zur Weiterbildung der Ärzte wurde eine medizinische Broschüre von Giovanni Alessandro Brambilla an die Militärärzte kostenlos verteilt. Die Militärärzte führten Schrittweise die ersten Schutzimpfungen gegen Blattern ein, nachdem die Schutzimpfung bereits in Böhmen erfolgreich durchgeführt worden war. Ebenso wurden prophylaktische Maßnahmen zur Vorbeugung gegen Krankheiten eingeführt, wie beispielsweise gegen Skorbut.
Ab 1790 hatte das Krankenhaus mit finanziellen Problemen zu kämpfen. 1805 wurden viele Medikamente gestrichen oder durch Ersatzstoffe ersetzt. Ähnlich war die Situation auch bei den Lebensmitteln in der Krankenhausküche. 1807, als es kein Weizenmehl mehr gab, wurde dieses durch Hafermehl ersetzt. Es wurde der Anbau von Gemüse im Kasernenhof und entlang der Festungsmauer angeordnet, um die Küchen mit Gemüse versorgen zu können. Hinzu kamen die ungenügenden hygienischen Bedingungen. Die Sterblichkeit im Krankenhaus lag bei 2,5 %. Im Jahr 1820 verstarben von 1649 Patienten 40 im Krankenhaus.

### Nachkriegszeit
Im August 1944 wurde das Militärspital in ein Krankenhaus der Kompanie 517 umgewandelt. Bis 1945 hatte das Militärspital auch eine Abteilung für verwundete Kriegsgefangene. In der Zeitspanne 1948–1958 war ein Drittel des Krankenhauses von einer sowjetischen Luftabwehrkompanie besetzt. 1959 hatte das Militärspital eine Kapazität von 300 Betten.
1969–1973 wurde im Militärkrankenhaus die erste Uniklinik für Innere Medizin und die erste chirurgische Uniklinik in Timișoara unter der Leitung der Professoren Ana Aslan und Ion Făgărășanu eingerichtet. Hier legte Doktor Pius Brânzeu den Grundstein für die Gefäßchirurgie. Seit 1992 hat die Ausstattung des Krankenhauses mit moderner technischer Apparatur höchste Priorität.
Heute gehört das „Militärkrankenhaus für Unfallchirurgie Dr. Victor Popescu“ zu den modernsten Krankenhäusern der Rumänischen Armee.
Das Krankenhaus verfügt über elf Abteilungen:
Chirurgie, Intensivstation, Orthopädie, Hals-Nasen-Ohren-Heilkunde, Innere Medizin, Herz-Kreislauferkrankungen, Neurologie, Psychiatrie, Infektionskrankheiten, Haut- und Geschlechtskrankheiten.